# 孪果鹤虱
孪果鹤虱（学名：Rochelia retorta）为紫草科弯果鹤虱属的植物。分布于俄罗斯以及中国大陆的新疆等地，生长于海拔570米至2,500米的地区，常生长在盐碱荒地，目前尚未由人工引种栽培。

## 异名
- Rochelia retorta (Pall.) Lipsky